# Столові країни

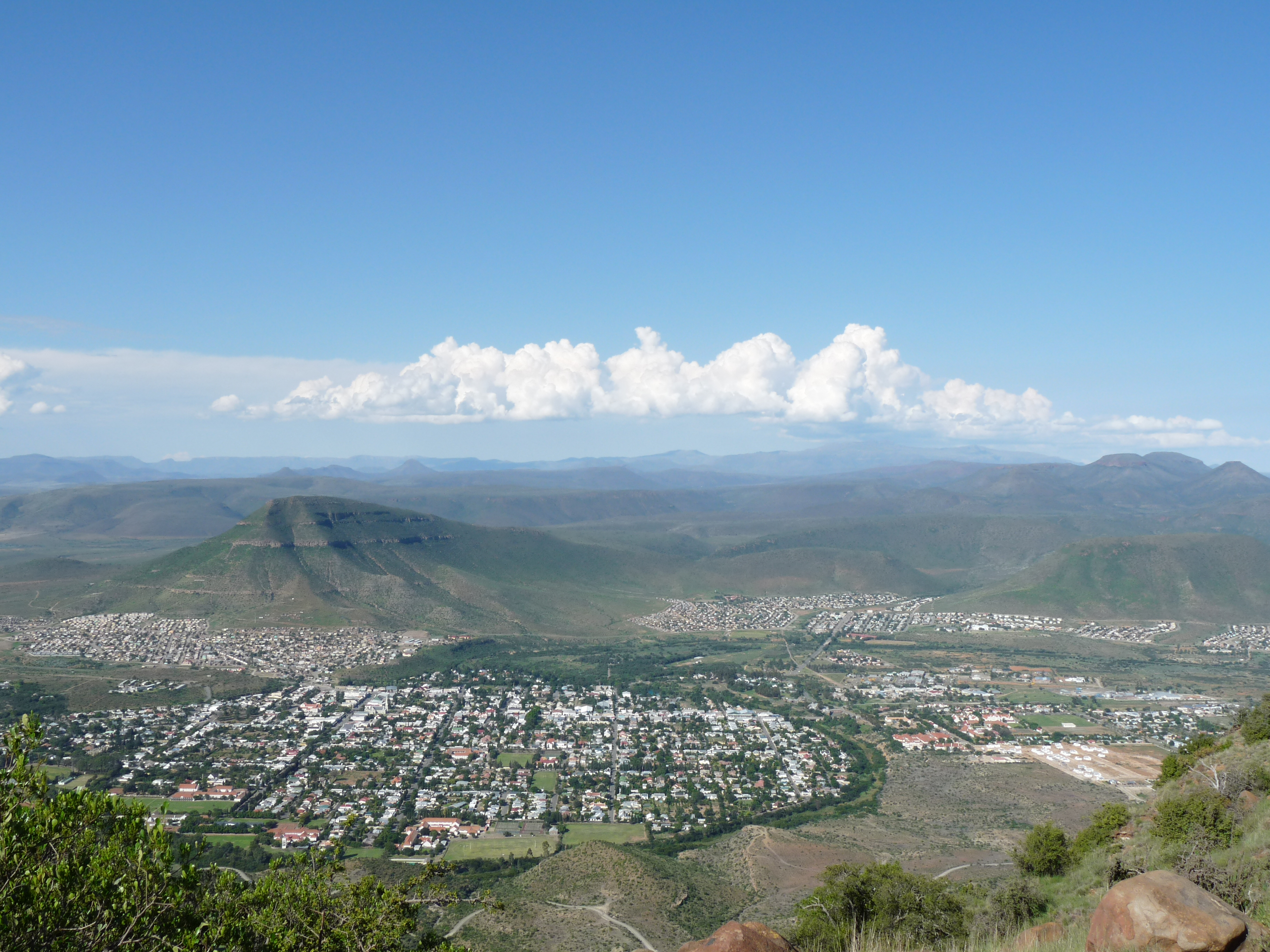
Плато Карру.

Столові країни (рос. столовые страны, англ. tablelands, нім. Tafelländer n pl — великі території, які характеризуються горизонтальним заляганням пластів і перевагою у рельєфі ізольованих височин з плоскими вершинами та крутими, часто ступінчастими схилами.
Приклад: Тургайське плато (Казахстан), Устюрт (Казахстан і Узбекистан), плато Карру (в Південно-Африканській Республіці).